# Sergio Tejero García
Sergio Tejero García (Lebrija, 3 de febrer de 1979) és un futbolista andalús que ocupa la posició de defensa.

## Trajectòria
Va debutar a primera divisió a la temporada 02/03, tot jugant quatre partits amb el Recreativo de Huelva. Va estar mitja temporada al conjunt onubenc, ja que la va finalitzar a les files del SD Eibar, a Segona Divisió.
La resta de la seva carrera ha prosseguit per equips de categories més modestes, com ara l'AD Ceuta, entre d'altres.